# Uromyces ehrhartae-calycinae
Uromyces ehrhartae-calycinae  ist eine Ständerpilzart aus der Ordnung der Rostpilze (Pucciniales). Der Pilz ist ein Endoparasit des Süßgräser Ehrharta calycina und Ehrharta thunbergii. Symptome des Befalls durch die Art sind Rostflecken und Pusteln auf den Blattoberflächen der Wirtspflanzen. Sie ist ein Endemit Südafrikas. Ihre Nebenfruchtform ist unter dem Namen Uredo ehrhartae-calycinae bekannt. 

## Merkmale

### Makroskopische Merkmale
Uromyces ehrhartae-calycinae ist mit bloßem Auge nur anhand der auf der Oberfläche des Wirtes hervortretenden Sporenlager zu erkennen. Sie wachsen in Nestern, die als gelbliche bis braune Flecken und Pusteln auf den Blattoberflächen erscheinen.

### Mikroskopische Merkmale
Das Myzel von Uromyces ehrhartae-calycinae wächst wie bei allen Uredo-Arten interzellulär und bildet Saugfäden, die in das Speichergewebe des Wirtes wachsen. Die Spermogonien und Aecien der Art sind nicht bekannt. Die beidseitig auf den Wirtsblättern wachsenden Uredien des Pilzes sind groß und zimtbraun. Ihre goldbraunen Uredosporen sind 22–27 × 19–21 (-26) µm groß, meist breit eiförmig bis breit ellipsoid und stachelwarzig. Die Telien der Art sind unbekannt.

## Verbreitung
Das bekannte Verbreitungsgebiet von Uromyces ehrhartae-calycinae umfasst lediglich Südafrika.

## Ökologie
Die Wirtspflanze von Uromyces ehrhartae-calycinae ist Ehrharta calycina, Ehrharta thunbergii und Ehrharta villosa. Der Pilz ernährt sich von den im Speichergewebe der Pflanzen vorhandenen Nährstoffen, seine Sporenlager brechen später durch die Blattoberfläche und setzen Sporen frei. Die Art durchläuft einen vermutlich makrozyklischen Entwicklungszyklus mit Spermogonien, Aecien, Uredien und Telien. Ob sie einen Wirtswechsel durchmacht, lässt sich mangels Aecien und Spermogonien nicht feststellen.